# サイクルフィギュア

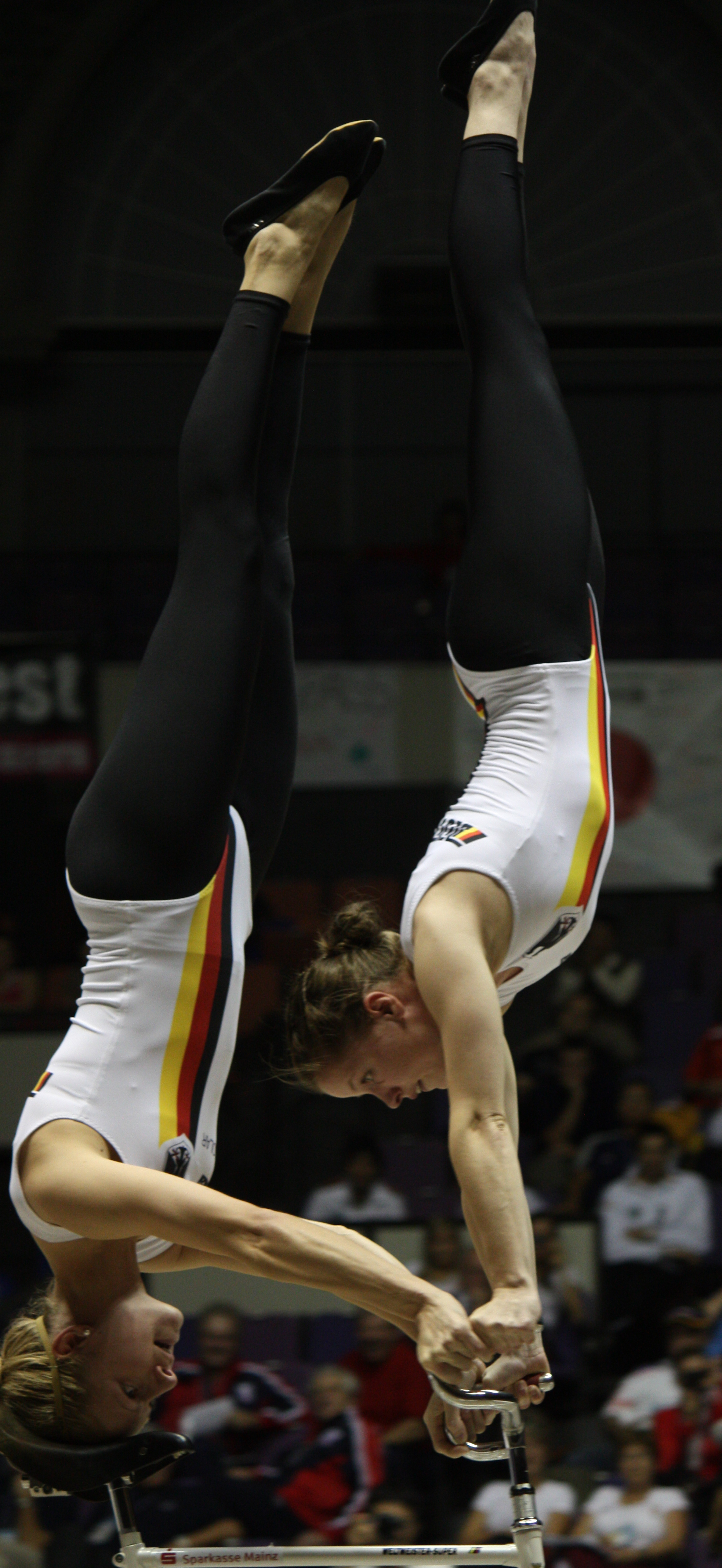
Katrin Schultheis and Sandra Sprinkmeier WC in Kagoshima/Japan 2011

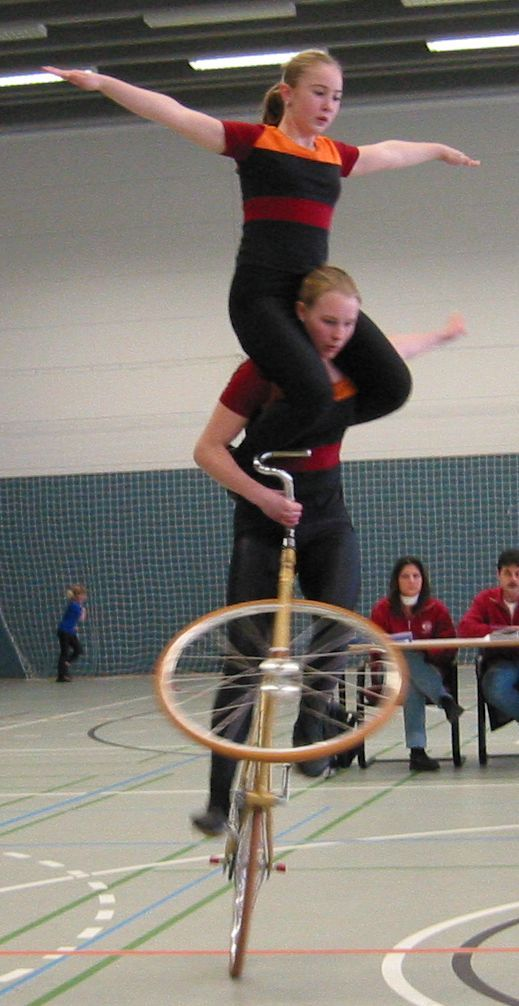
ペア選手によるウィリー・ハンドルバーシート／ショルダーシート（前輪を横に向けてハンドルの上に座り、パートナーを肩にのせてウィリーを行う技）

サイクルフィギュア（英: artistic cycling）は、自転車を使って制限時間内により難度の高い課題を、いかに正確に行えるかを競う室内自転車競技である。英語での正式名称はアーティスティック・サイクリングであるが、「フィギュアスケートの自転車版」として競技内容を理解しやすいことから日本ではサイクルフィギュアの訳で定着している。

## 競技概要
競技にはシングルとペア、団体（4人、6人）がある。いずれも6分間の制限時間内に音楽をかけながら演技を行う。選手があらかじめ選定し、演技順を決めて採点用紙に記入した演技課題について、その難度と実施が採点対象となる。演技課題には、成年男女の場合、最大でシングルは28、ペアでは22、団体では25の課題がある。演技課題には二輪走行系、スチルスタンド系（静止系）、ターン／スクワット系、ジャンプ系、ウィリー系、移行系などがある。ふらついたり、足を床に着いたり、落車したりした場合はそれぞれ減点される。また演技順は採点用紙に記入された順番に行わなければならない。

### 用具
サイクルフィギュア専用の自転車を使用する。フリー機構がない固定ギア、ハンドルが制限なく回転する、サドル幅が広い、といった特徴がある。

### 服装
胸部及び腹部を露出してはならない。ペア及び団体（4人、6人）では同一の服装で演技する。

### 競技施設

サイクルフィギュアのライディングエリア

室内コートを用い、最大で縦11メートル、横14メートルのエリアをライディングエリアと呼ぶ。演技はこのライディングエリア内で行われ、エリア外に出た場合は減点となる。ライディングエリアの周囲はクリアエリアとし、障害物などを置いてはならない。
ライディングエリアの中央には3つの同心円が描かれており、これらの円は中心部から順にインナーサークル、ミドルサークル、アウターサークルと呼ばれる。
左図において、a はコートの横の長さ（12～14メートル）、b は縦の長さ（9～11メートル）、c はインナーサークル（直径0.5メートル）、d はミドルサークル（直径4メートル）、e はアウターサークル（直径8メートル）、f はクウォーターマーク（0.5メートル）、g はクリアエリア（0.5～2メートル）を表している。

## 歴史
19世紀までにアクロバットとしてヨーロッパを中心に行われていたものがスポーツとして成立した。その起源については諸説あるが、自転車曲乗師だったドイツ系アメリカ人、ニコラス・エドワード＝カウフマンが1888年に非公式ながらサイクルフィギュアの世界選手権に当たる競技会を開催している。
日本では1978年に現在の日本室内自転車競技連盟の前身にあたる日本サイクルサッカー連盟にサイクルフィギュア委員会が設立されたのが始まりである。

## 競技会
世界選手権は、国際自転車競技連合により世界室内自転車競技選手権として、毎年各地でサイクルサッカーとともに開催されており、日本も1984年から出場している。国内では1985年から全日本室内自転車競技選手権が開催されている。